# Astragalus alaschanus
Astragalus alaschanus är en ärtväxtart som beskrevs av Carl Maximowicz. Astragalus alaschanus ingår i släktet vedlar, och familjen ärtväxter. Inga underarter finns listade i Catalogue of Life.